# (90414) Karpov
(90414) Karpov est un astéroïde de la ceinture principale.

## Description
(90414) Karpov est un astéroïde de la ceinture principale. Il fut découvert par Rafael Ferrando le 19 décembre 2003 à Pla d'Arguines. Il présente une orbite caractérisée par un demi-grand axe de 2,38 UA, une excentricité de 0,0635 et une inclinaison de 6,34° par rapport à l'écliptique.
Il fut nommé en hommage au champion d'Échecs Anatoli Karpov, qui apprit à 4 ans à jouer par son père et fut rapidement en mesure de battre des joueurs plus âgés que lui.

## Compléments